# Красноярське (Сахалінська область)
Красноярське (рос. Красноярское) — село у Холмському міському окрузі Сахалінської області Російської Федерації.
Населення становить 19 осіб (2013).

## Історія
З 1905 по 3 вересня 1945 року у складі губернаторства Карафуто Японії, відтак у складі Холмського міського округу Сахалінської області.

## Населення
| 1925 | 1935  | 2002 | 2010 | 2013 |
| ---- | ----- | ---- | ---- | ---- |
| 915  | ↗1062 | ↘45  | ↘21  | ↘19  |